# Рука, качающая Мэйбл
«Рука, качающая Мэйбл» (англ. The Hand That Rocks the Mabel) — 4 серия 1 сезона американского мультсериала «Гравити Фолз».

## Сюжет
Диппер, Мэйбл и Зус смотрят телевизор и видят рекламу Гидеона и его Шатра телепатии. Они, несмотря на запрет Стэна, решают пойти туда и проверить, действительно ли Гидеон является медиумом. На шоу Гидеона все зрители восхищены им, кроме Диппера, который называет мальчика ещё большим шарлатаном, чем его дядя Стэн.
Покидая Шатёр, Диппер обсуждает это с Мэйбл, которая, как и все, очарована телепатом. Гидеон их подслушивает и наведывается к ним в гости. Он приглашает Мэйбл на свидание — она соглашается. Они отлично проводят время, но о их встрече узнаёт Стэн, который сразу же приходит в ярость. Стэн идёт домой к Гидеону, но находит там только его отца. Бад предлагает Стэну стать его партнёром по бизнесу.
Гидеон приглашает Мэйбл на очередное свидание и делает это очень трогательно. Мэйбл хочет отказаться, но не может. Тем не менее, она твёрдо намерена остаться с Гидеоном всего лишь друзьями. Романтических отношений она не хочет, но ничего не может поделать, так как не хочет обидеть мальчика. Потом Стэн заявляет Мэйбл, что она выйдет за Гидеона замуж. Это приводит Мэйбл в ужас. Диппер не хочет оставлять сестру в беде и собирается помочь ей. Он приходит к Гидеону и рассказывает, что Мэйбл больше не придёт к нему на встречу, так как он её пугает. Так Диппер становится заклятым врагом Гидеона.
По поручению Гидеона Дипперу звонит Тоби Решительный, репортёр журнала, и говорит, что они собираются взять у Диппера интервью и расспросить о загадочных явлениях в Гравити Фолз. Диппер приходит, как он думает, в редакцию журнала, но попадает на склад Гидеона.
Мэйбл понимает, что нужно самой рассказать Гидеону о своих чувствах, и она идёт к нему. В это время Гидеон пытается уничтожить Диппера. Мэйбл отвлекает Гидеона и забирает его амулет, с помощью которого можно перемещать людей и предметы. Гидеон лишается своей силы. Он уходит, но уверяет, что это ещё не конец. Соглашение о бизнесе разорвано. Вечером они смеются над угрозами Глифуллов полностью уничтожить их.

## Вещание
В день премьеры этот эпизод посмотрели 2,95 миллиона человек.

## Отзывы критиков
Обозреватель развлекательного веб-сайта The A.V. Club Аласдер Уилкинс дал эпизоду оценку «A-», отметив, что эпизод является единственным (на момент выхода сериала), повествующим о Мэйбл, так как все остальные были либо эпизодами о Диппере, либо в равной степени посвящены обоим близнецам: «Мини-срыв Мэйбл в серии — душераздирающее зрелище, но, к счастью, за ним сразу же следует момент, когда Диппер приходит на помощь своей сестре и предлагает ей порвать с Гидеоном. Именно этот момент подчёркивает силу связи Диппера и Мэйбл, и это то, что сериал очень сильно развил в последующих сериях. Гениальность этого эпизода заключается в том, что его легко прочитать как слишком точное отражение реальных жизненных ситуаций, когда один человек просто не принимает ответ „нет“. Эпизод имеет такой же смысл, если Мэйбл просто не расстаётся с Гидеоном, потому что не хочет ранить его чувства, и действительно, эта более простая интерпретация заслуживает внимания. Но подтекст здесь в том, что Гидеон использует свои силы, чтобы манипулировать всеми, особенно Мэйбл, заставляя их делать то, что он хочет, и это настолько жутко, что, вероятно, никогда бы не попало на Disney Channel, если бы не было оставлено так двусмысленно, как сейчас». По мнению критика, это «удивительно смелый эпизод».
На агрегаторе-оценок IMDB серия имеет рейтинг 7.7/10 на основе 2 421 пользовательских оценок.

## Комментарии
1. ↑  В русском дубляже — «Мэйбл и Малыш Гидеон»